# Antongilia madagassa
Antongilia madagassa är en insektsart som först beskrevs av Brunner von Wattenwyl 1907.  Antongilia madagassa ingår i släktet Antongilia och familjen Bacillidae. Inga underarter finns listade i Catalogue of Life.